# Tyra Banxxx
Tyra Banxxx (Los Ángeles, California; 25 de enero de 1985) es una actriz pornográfica estadounidense.
Comenzó su carrera en 2004 y desde entonces ha aparecido en más de un centenar de películas.
Banxxx se parece a la modelo profesional y presentadora de televisión Tyra Banks. En 2005, la estrella televisiva entrevistó a la estrella porno en su show y le animó a que abandonara la pornografía. En el show, Banxxx decidió retirarse pero regresó al porno bajo el nombre de Alana. En 2006, Banxxx apareció en la película porno, America's Next Top Porn Model, que parodiaba el programa de Banks America's Next Top Model.